# Municipio de Miller (condado de Scotland)
El municipio de Miller (en inglés: Miller Township) es un municipio ubicado en el condado de Scotland en el estado estadounidense de Misuri. En el año 2010 tenía una población de 137 habitantes y una densidad poblacional de 1,48 personas por km².

## Geografía
El municipio de Miller se encuentra ubicado en las coordenadas 40°33′9″N 92°18′26″O / 40.55250, -92.30722. Según la Oficina del Censo de los Estados Unidos, el municipio tiene una superficie total de 92.31 km², de la cual 92,09 km² corresponden a tierra firme y (0,24 %) 0,22 km² es agua.

## Demografía
Según el censo de 2010, había 137 personas residiendo en el municipio de Miller. La densidad de población era de 1,48 hab./km². De los 137 habitantes, el municipio de Miller estaba compuesto por el 100 % blancos. Del total de la población el 0 % eran hispanos o latinos de cualquier raza.